# Palácio da Justiça de São Paulo
O Palácio de Justiça é a sede do Tribunal de Justiça do Estado de São Paulo. Localiza-se no centro antigo de São Paulo, entre a Praça da Sé, a Praça João Mendes Jr. e a Praça Clóvis Bevilácqua, próximo à Catedral da Sé, ao Palácio Anchieta (sede da Câmara Municipal de São Paulo) e ao Edifício Matarazzo (sede da Prefeitura Municipal de São Paulo). Em suas proximidades também se encontram as sedes da Ordem dos Advogados do Brasil e do Ministério Público do Estado de São Paulo, além da Faculdade de Direito da Universidade de São Paulo. Sua construção se deu graças à expansão do âmbito judiciário paulista e do crescimento demográfico, em que, o Tribunal da justiça necessitava ser abrigado em uma nova sede, e não mais em antigos casarões na região central de São Paulo.
Com a Proclamação da República no Brasil, em 1889, seguiu-se a estruturação federativa do País, atribuindo-se, em 1891, a competência judiciária às antigas Províncias do Império, ora Estados. Com a crescente demanda decorrente do crescimento econômico de São Paulo nas primeiras décadas do Século XX, fez-se necessária a construção de uma sede para o poder judiciário paulista. Em 1911 foi contratado o escritório do famoso arquiteto Ramos de Azevedo, que, inspirado no Palácio da Justiça de Roma, o Palácio da Justiça de Calderini, realizou projeto que foi acolhido pelo Tribunal.
O edifício foi construído em estilo neoclássico com cunho barroco, possuindo, portanto, acabamentos luxuosos e bem ornamentados. A construção do edifício, no local que abrigava o antigo quartel da cavalaria, no ano de 1920, e teve sua conclusão e inauguração no ano de 1933, treze anos depois, e reinauguração em 1942, em homenagem ao aniversário de 388 anos da cidade de São Paulo, recebendo tombamento do CONDEPHAAT em 1981, por ser considerado um marco histórico com valor arquitetônico e cultural paulista.
As obras sofreram alguns percalços, tendo-se verificado o maior de todos por ocasião da Revolta Paulista de 1924, agravado pelo falecimento do arquiteto Ramos de Azevedo em 1928, que obrigou o Tribunal a negociar novo contrato em 1929 com sucessores de seu escritório – Ricardo Severo e Arnaldo Dumont Vilares - através da Diretoria de Obras Públicas do Estado, sob a fiscalização do Dr. H. Forense, igualmente prorrogado em 26 de abril de 1931. Atualmente funcionam no palácio as salas de julgamento da segunda instância paulista, além de toda a estrutura administrativa de cúpula do judiciário paulista.

## Histórico

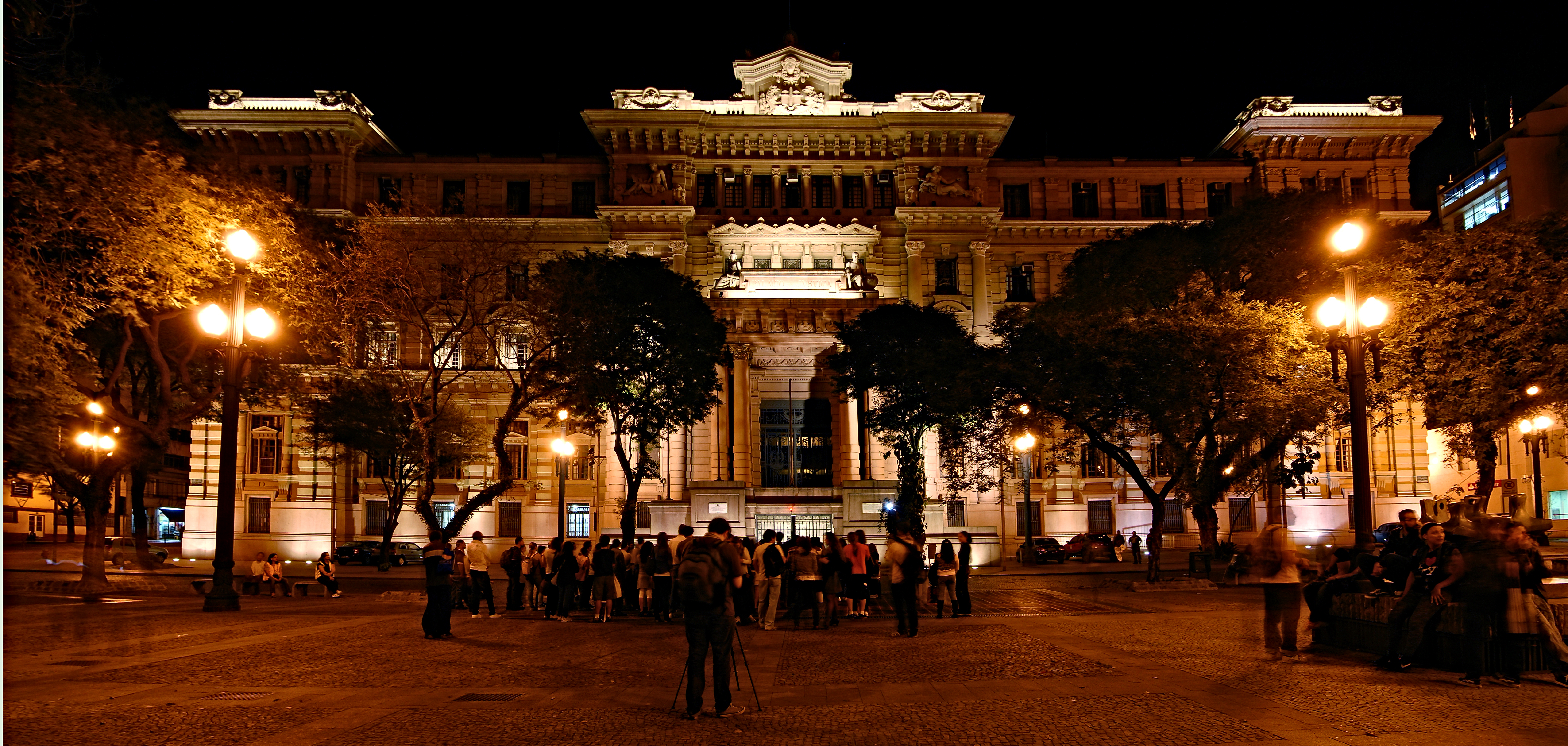
Fachada principal do Palácio à noite.

A primeira sede do Tribunal de Justiça e levava o nome de Tribunal da Relação da Província de São Paulo e foi criada no dia 06 de agosto de 1873, pelo decreto de número 2.542.  Nessa época, o Tribunal ficava localizado na Rua da Boa Vista, próximo das Rua 3 de Dezembro e a Rua 25 de Março. O número de funcionários ainda era reduzido até o momento: eram apenas sete desembargadores. Devido ao alto crescimento demográfico na região e da ampliação do judiciário do estado de São Paulo, houve a necessidade de edificar uma sede que abrigasse o Tribunal. 
Na época, quem presidia o tribunal era o conselheiro Tristão de Alencar Araripe. Ele ocupou o cargo de presidente até o dia 2 de maio de 1874, quando o desembargador José Norberto dos Santos assumiu o posto. Justiniano Batptista Madureira foi a última pessoa a ser nomeada desembargador do Tribunal no período da Monarquia, antes da proclamação da República, no dia 15 de novembro de 1889. Com a promulgação da Constituição brasileira de 1891, surgiu o Tribunal de Justiça do Estado de São Paulo, através do Decreto número 2 do dia 1 de dezembro. Nesse mesmo ano, mais especificamente no dia 18 de novembro, houve a  criação da Organização Judiciária através da lei de número 18. Essa lei estabeleceu que o presidente do Estado de São Paulo ficava responsável pelo Tribunal de Justiça.

### Construção
O edifício do Palácio da Justiça teve a pedra solenemente lançada no dia 24 de agosto de 1920, que ficava localizada em frente à Rua Onze de Agosto. Apesar da pedra só ter sido lançada nessa data, a ideia da realização do projeto já era incubida em junho de 1911 pelo então Secretário da Justiça e da Segurança Pública Washington Luís, que anos mais tarde se tornou o décimo terceiro presidente do Brasil. Após 13 anos de construção a contar a partir do lançamento da pedra, a instalação foi finalmente concluída, sendo inaugurada em 2 de janeiro de 1933.

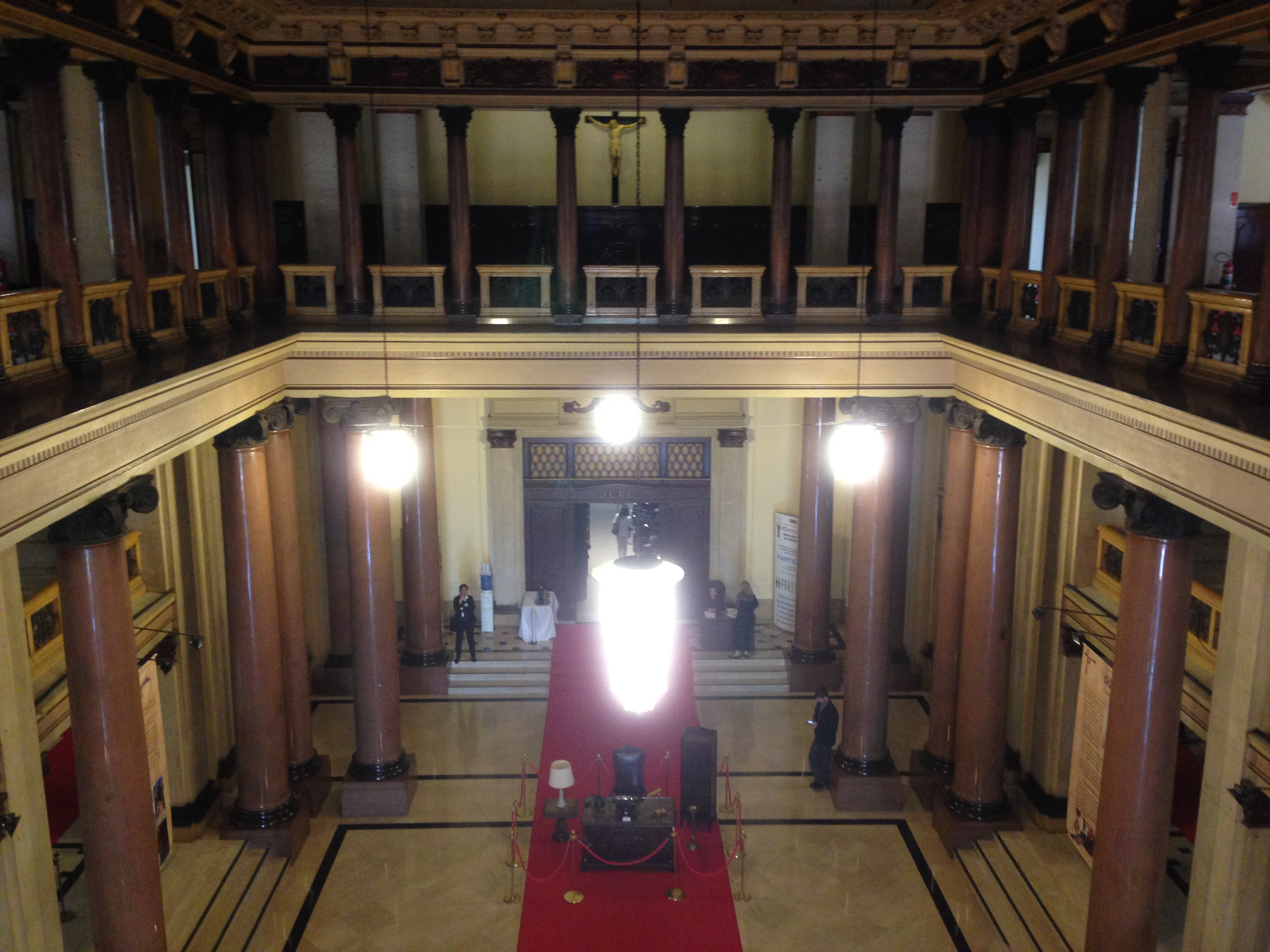
Interior do Palácio da Justiça, em São Paulo

Quem ficou responsável pelo projeto arquitetônico do edifício  foi o arquiteto Ramos de Azevedo, que supervisionou a obra até o ano de sua morte, em 1928. Após a fatalidade, assumiram as obras Ricardo Severo e Arnaldo Villares. Os operários que participaram da construção do prédio eram em sua maioria imigrantes vindos da Itália e da Espanha. Durante o desenvolvimento da obra, Ramos contou com o apoio de Domiziano Rossi, que projetou o Palácio baseando-se no Palácio da Justiça de Calderini, localizado na cidade de Roma, na Itália. 

Após 13 anos de construção a contar a partir do lançamento da pedra, a instalação foi finalmente concluída, sendo inaugurada em 2 de janeiro de 1933. Devido à demora na finalização do projeto, a população passou a ficar cética e pessimista em relação à concretização do prédio, tanto que a construção acabou sendo apelidada pelo povo de “sinfonia inacabada”. O atraso nas obras era justificado pela verba escassa que era concedida anualmente pelo governo. Contudo, após o incentivos que recebeu, o edifício finalmente conseguiu ficar pronto em 1933.

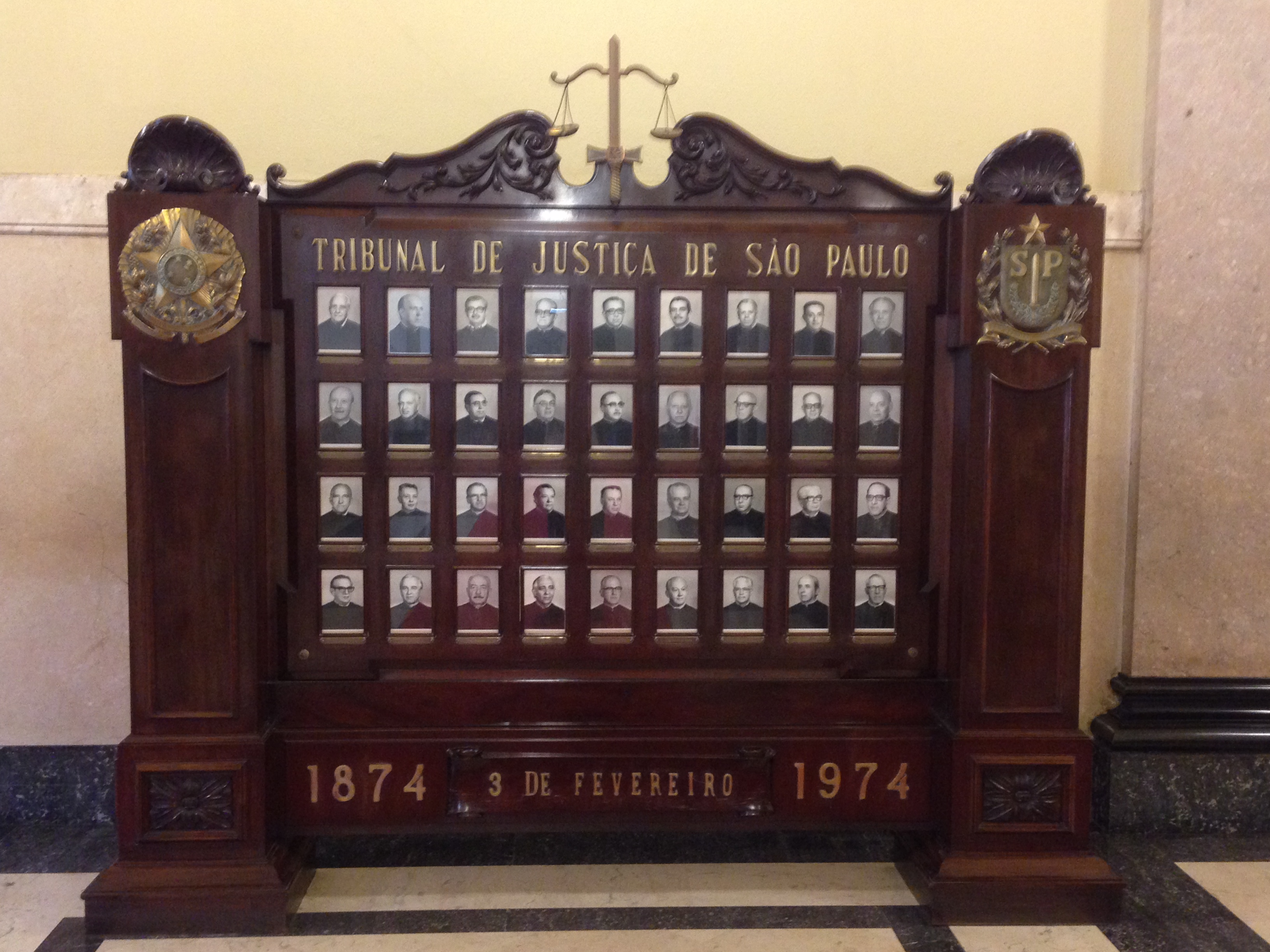
Imagens de ex-membros do TJ de São Paulo expostas no Palácio da Justiça

O edifício foi o pioneiro na utilização de estruturas metálicas e a fachada teve como inspiração o Palácio da Justiça de Roma. adotando elementos não clássicos, o edifício conta com acabamentos luxuosos e ornamentos de elementos como cariátides e símbolos do judiciário. A maioria dos operários empregados na construção do prédio eram imigrantes italianos e espanhóis.
A presença de grandes espaços no prédio tornou a obra pioneira no uso de estruturas metálicas. Seu espaço externo é tratado com parcimônia e a fachada do prédio foi inspirada no Palácio da Justiça de Roma, com acabamentos luxuoso e elementos decorativos como cariátides e  ícones do judiciário. O espaço interno conta com painéis, vitrais, murais e pinturas. O estilo arquitetônico - tanto o interno quanto o das fachadas - é renascentista. Esse tipo de arquitetura de renascença está expresso sobretudo nas salas de tribunal e nos gabinetes de magistrado.
A cerimônia de inauguração do Palácio da Justiça ocorreu no dia 2 de janeiro de 1933, em uma solenidade. A sessão contou com a participação do ministro Urbano Marcondes de Moura, que foi responsável por realizar o discurso oratório, fazendo suas observações sobre o Palácio, muitas vezes em um tom de lirismo.
O edifício foi tombado em 198 pelo Governo do Estado.

### Problemas de superlotação
Passado um tempo logo após a sua inauguração e da admiração pela sua estrutura ampla e luxuosa, o Palácio da Justiça começou a enfrentar um período de dificuldades,  devido sobretudo ao grande crescimento da cidade de São Paulo. O resultado disso foi a superlotação da sede do Tribunal. A situação estava ficando cada vez mais preocupante, tanto que, em 1946, o então presidente do tribunal Mário Guimarães fez um pronunciamento a fim de anunciar a situação pela qual passava o espaço do Palácio, que ficava cada vez mais lotado. 
Na época, o Palácio estava tão cheio de pessoas que até mesmo os seus banheiros foram utilizados como escritórios para trabalho. Para livrar o edifício desse urgente quadro de superlotação, foram tomadas providências, como o projeto de construção de um outro prédio ao lado, que funcionaria como uma extensão do Palácio e levaria o nome do Mestre João Mendes. No entanto, iria demorar até que a construção acabasse e era preciso tomar uma atitude com urgência. Sendo assim, Dr. Ulpiano da Costa Manso, secretário do Tribunal, propôs que a Justiça de Primeira Instância fosse transferida para um outro prédio alugado nas proximidades do Palácio. A proposta foi autorizada e o prédio foi alugado. No entanto, os advogados e juízes realocados foram instalados em condições precárias, gerando irritabilidade e insatisfação.
Esse período difícil foi superado quando as obras do outro edifício finalmente foram concluídas, inaugurando-se o novo prédio, que era ampla e bem iluminada. A inauguração da nova casa foi acompanhada de uma novidade: a partir daquele momento, a Justiça passou a se tornar descentralizada, já que foram criadas Varas que ficavam localizadas nos bairros da cidade. 

## Estrutura interna
Ao entrar no Palácio da Justiça, os visitantes já podem se deparar com as coberturas de mármore e granito que revestem os seus pisos. Dentro do edifício, mais precisamente no quinto andar, encontramos a Sala dos Retratos, lugar onde estão expostas imagens de todos aqueles que já foram presidentes do Tribunal de Justiça. Atualmente, nesse local ocorrem as sessões ordinárias das câmaras de julgamento. Antigamente, ali eram realizados processos seletivos para o ingresso na magistratura e exames do Ministério Público.  
O saguão central do Palácio é conhecido como Salão dos Passos Perdidos e é por onde os visitantes podem ter acesso às demais dependências do edifício. Esse hall funcionava antigamente como o local de espera para os visitantes que iam participar dos julgamentos. O Salão Nobre ou “Sala Ministro Manoel da Costa Manso”, é um espaço utilizado para as eleições, reuniões do Conselho da Magistratura, posses de juízes, entre outras atividades. A sala leva esse nome em homenagem a Manoel da Costa,  que foi presidente do Tribunal de Justiça de São Paulo entre 1931 e 1933. 
Por último, está o Plenário do Júri, que é o local onde acontecem atualmente alguns eventos realizados pela Magistratura, além de também ocorrer concursos e palestras. Ele possui um aspecto de decoração com características renascentistas, principalmente no teto. Nesse espaço, ocorreram importantes processos de julgamento como o do ex-policial militar Florisvaldo de Oliveira, mais conhecido como Cabo Bruno, e do cantor e músico Lindomar Castilho, que foi condenado a sete anos de prisão por assassinar a sua segunda esposa.

## Galeria

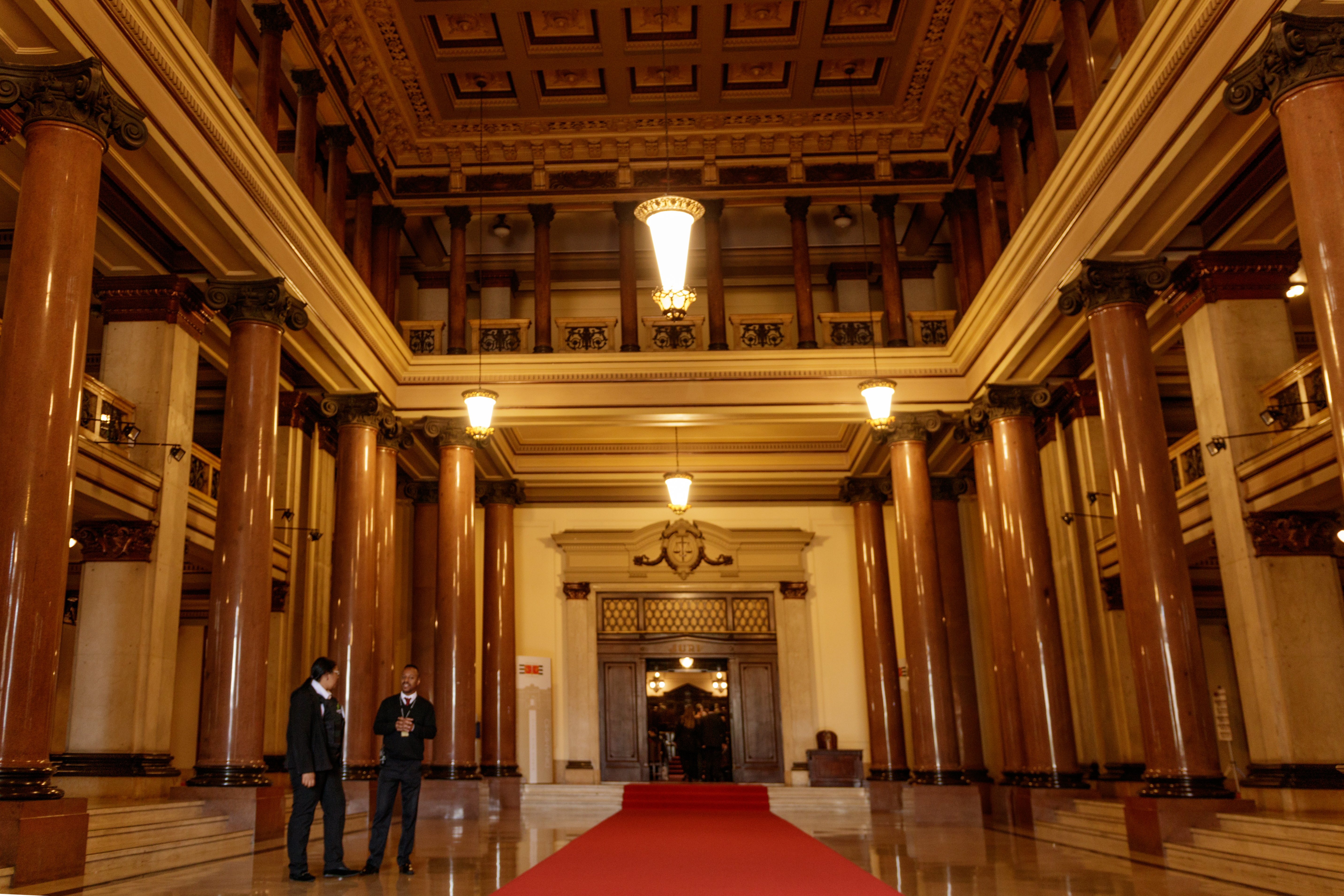
Salão dos Passos Perdidos
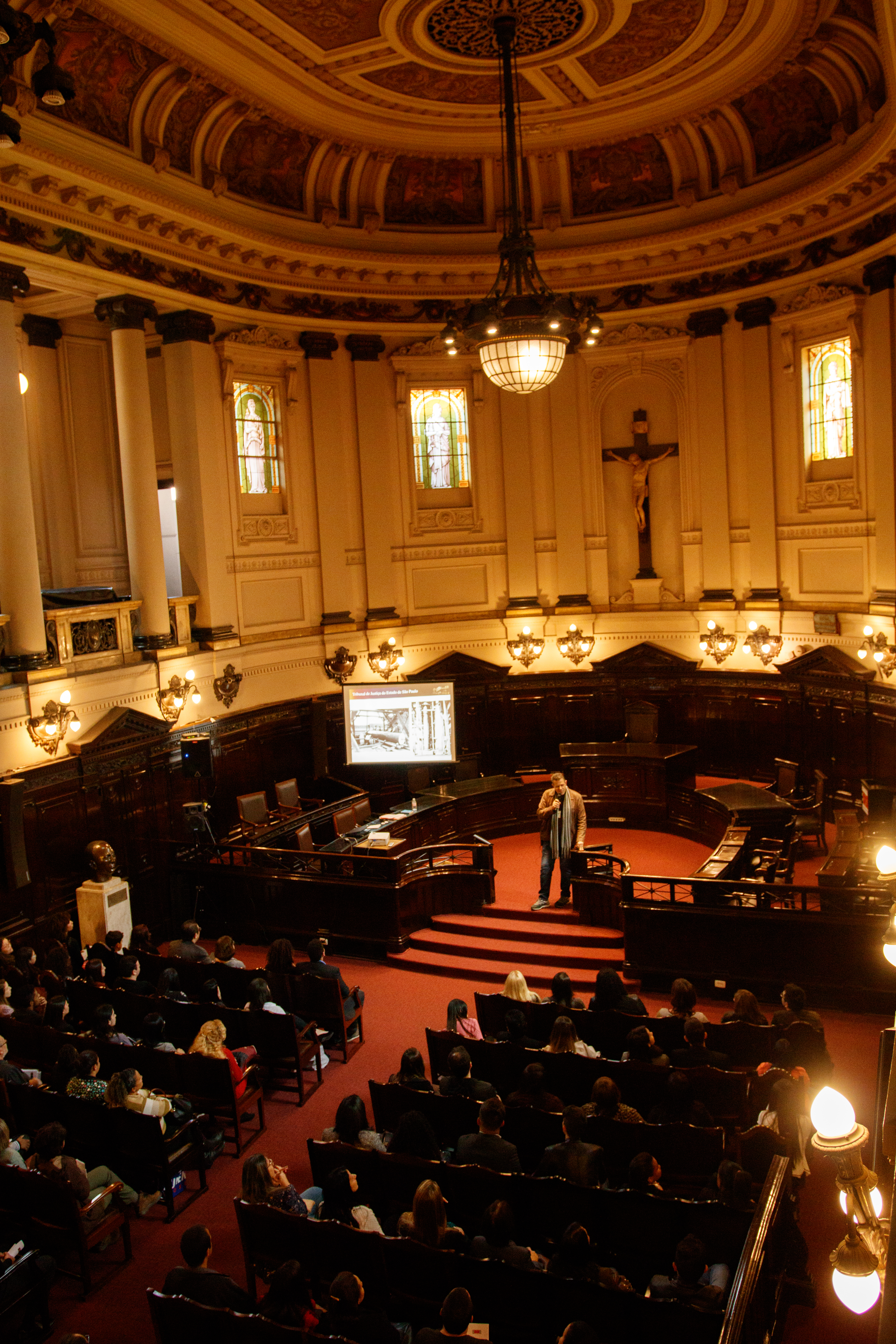
Sala do Júri
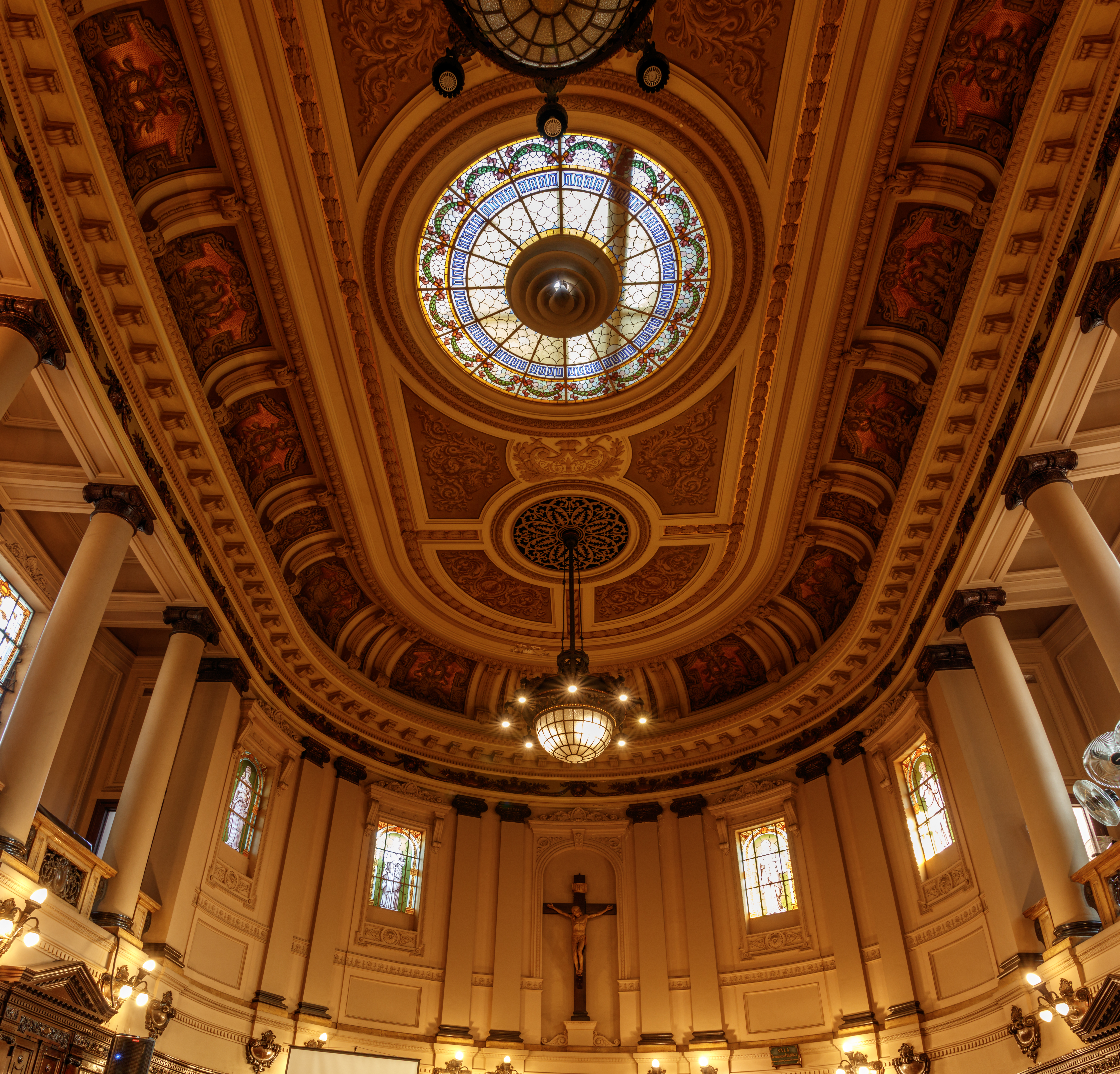
Detalhes do teto da Sala do Júri
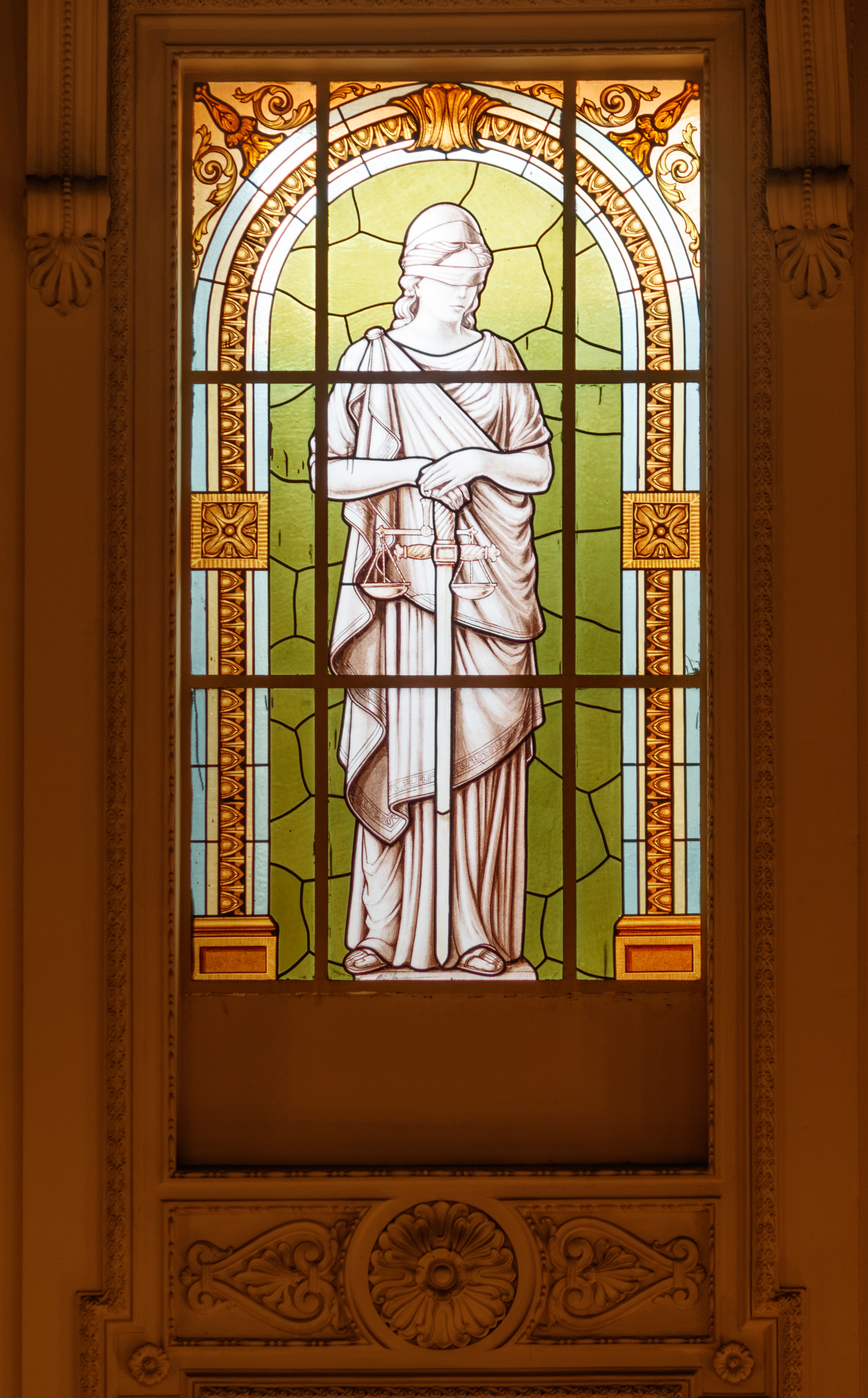
Vitral da deusa Têmis, símbolo da justiça na Sala do Júri
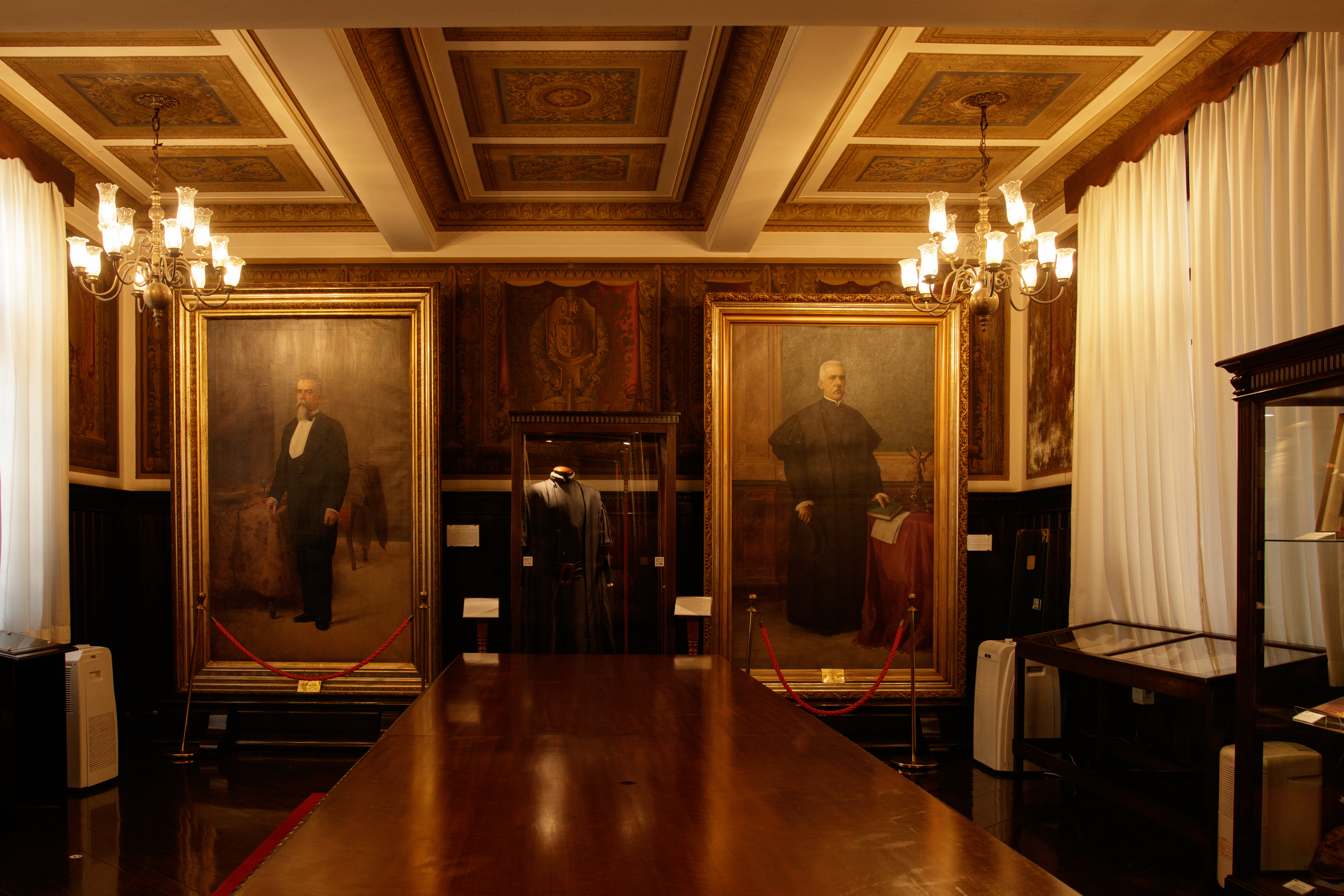
Sala Desembargardor Emeric Levai
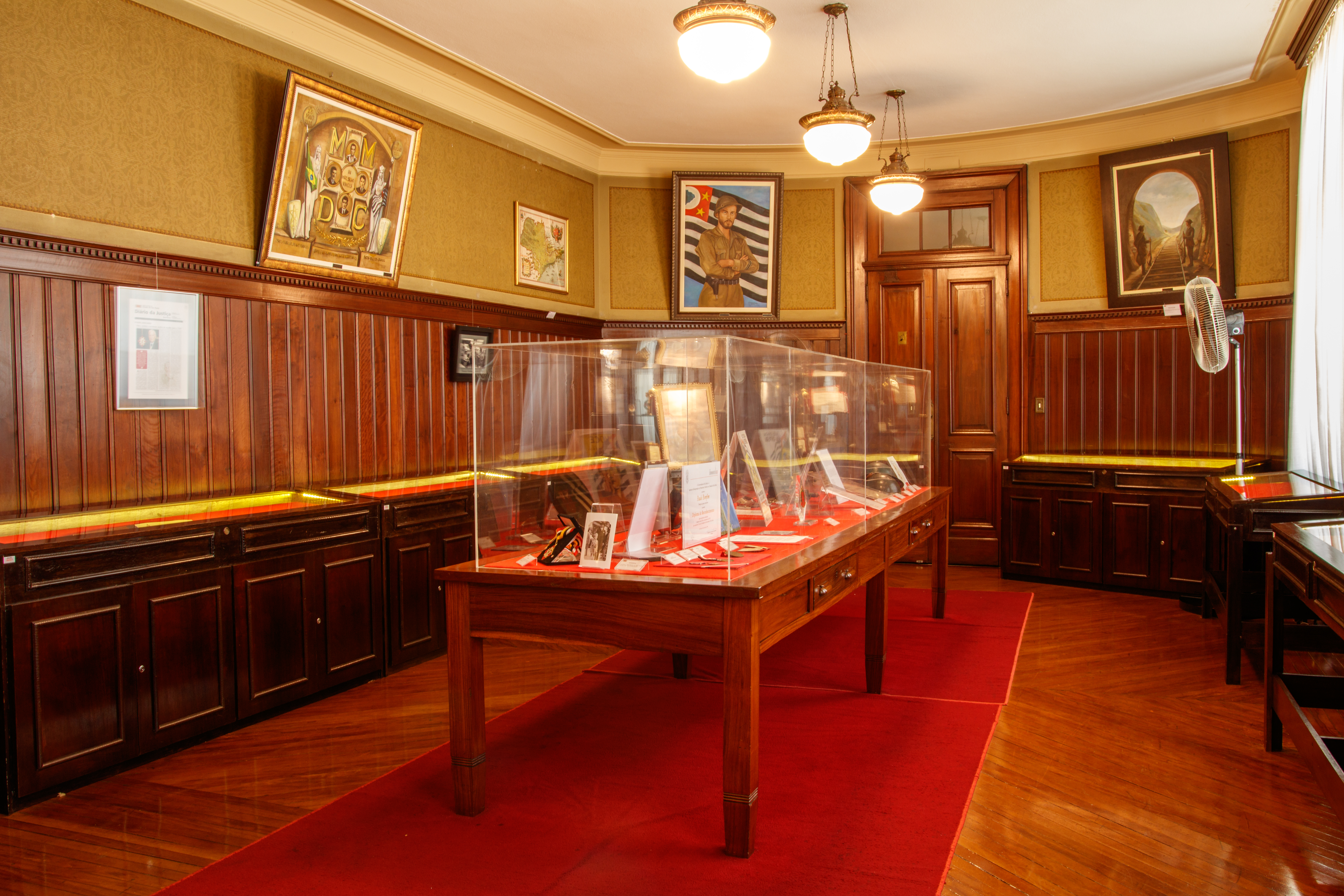
Espaço Cultural Poeta Paulo Bomfim
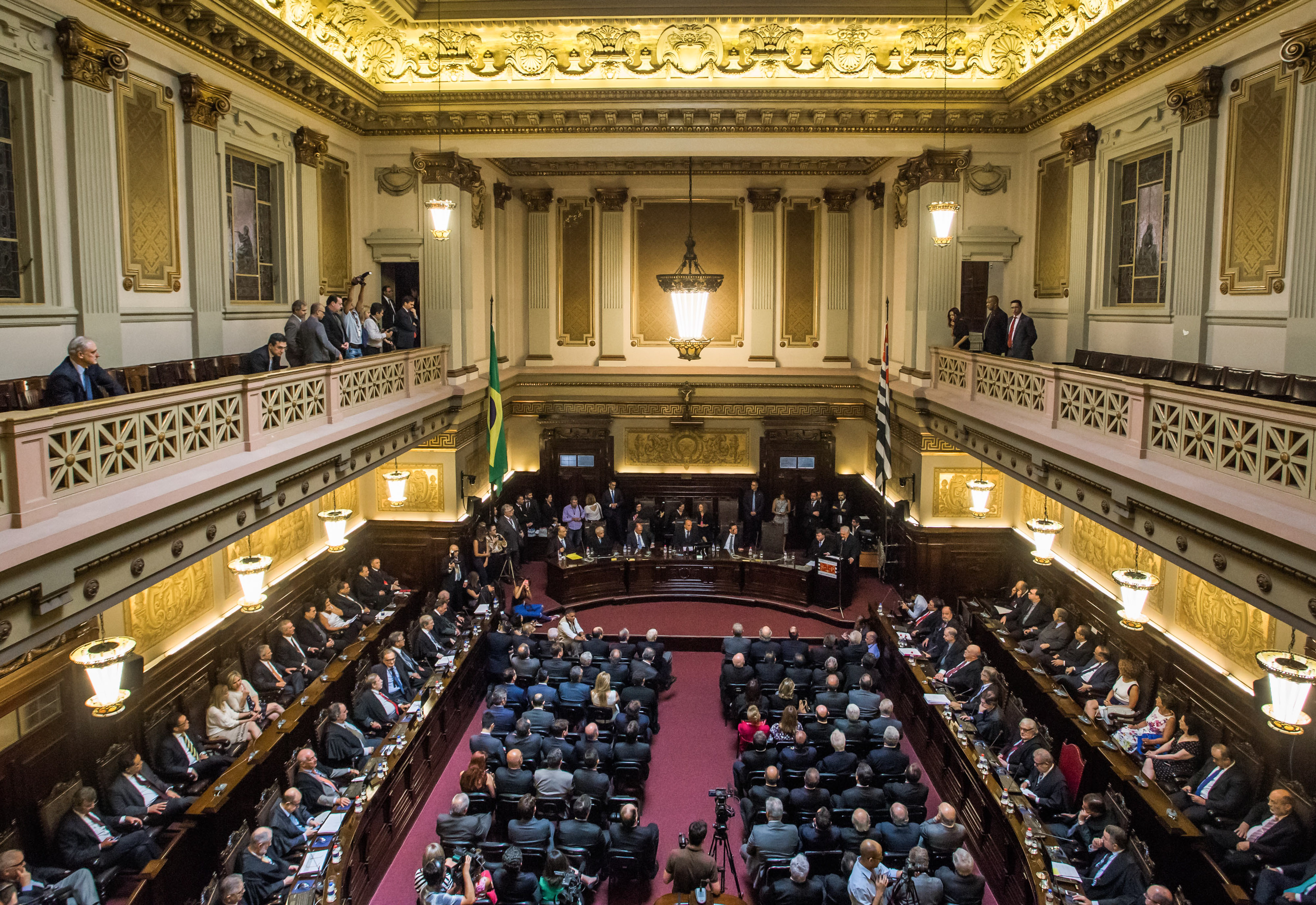
Salão Nobre "Ministro Manoel da Costa Manso"